# Bahawalpur (quận)
Quận Bahawalpur (tiếng Urdu: ضلع بہاول پور) là một quận thuộc tỉnh Punjab, Pakistan. Quận có diện tích 24.830  km², dân số năm 1996 là 2.433.091 người với mật độ 98 người/ km². Thủ phủ là thành phố Lahore.
Theo cuộc điều tra dân số năm 1998 của Pakistan, đô thị này có dân số 2.433.091 người  trong đó 27.01% là thành thị. Huyện Bahawalpur có diện tích 24.830 km². Khoảng hai phần ba của huyện (16.000 km²) được bao phủ bởi sa mạc Cholistan, trải dài vào sa mạc Thar của Ấn Độ. Quận là nhà sản xuất bông lớn.
Nằm ở phía nam tỉnh Punjab, quận Bahawalpur giáp Ấn Độ với phía nam và đông nam, Bahawalnagar về phía đông bắc, Vehari, Lodhran và Multan về phía bắc, Rahimyar Khan về phía tây và Muzaffargarh về phía tây bắc.
Theo cuộc điều tra dân số năm 1998, ngôn ngữ đầu tiên được sử dụng rộng rãi nhất trong huyện là Saraiki, chiếm 64,3% dân số, theo sau là Punjabi với 28,4% và người Urdu với 5,5%.

## Hành chính
Quận được chia thành 5 tehsil và 107 hội đồng liên minh:
| Tên Tehsil        | Số liên minh |
| ----------------- | ------------ |
| Ahmedpur Sharqia  | 31           |
| Bahawalpur        | 36           |
| Hasilpur          | 14           |
| Khairpur Tamewali | 8            |
| Yazman            | 18           |
| Total             | 107          |

## Lịch sử

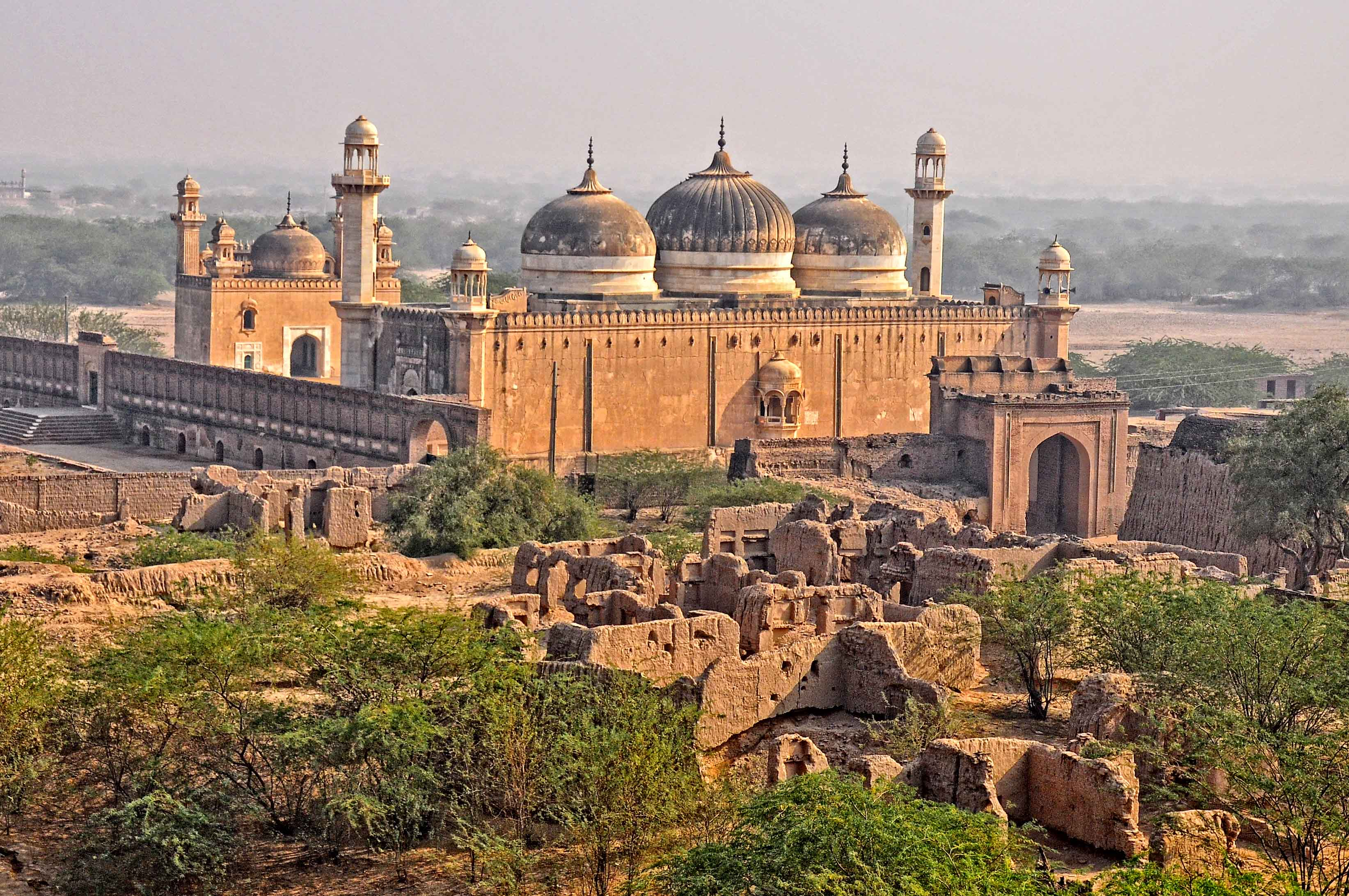
Abbasi Masjid gần pháo đài Derawar

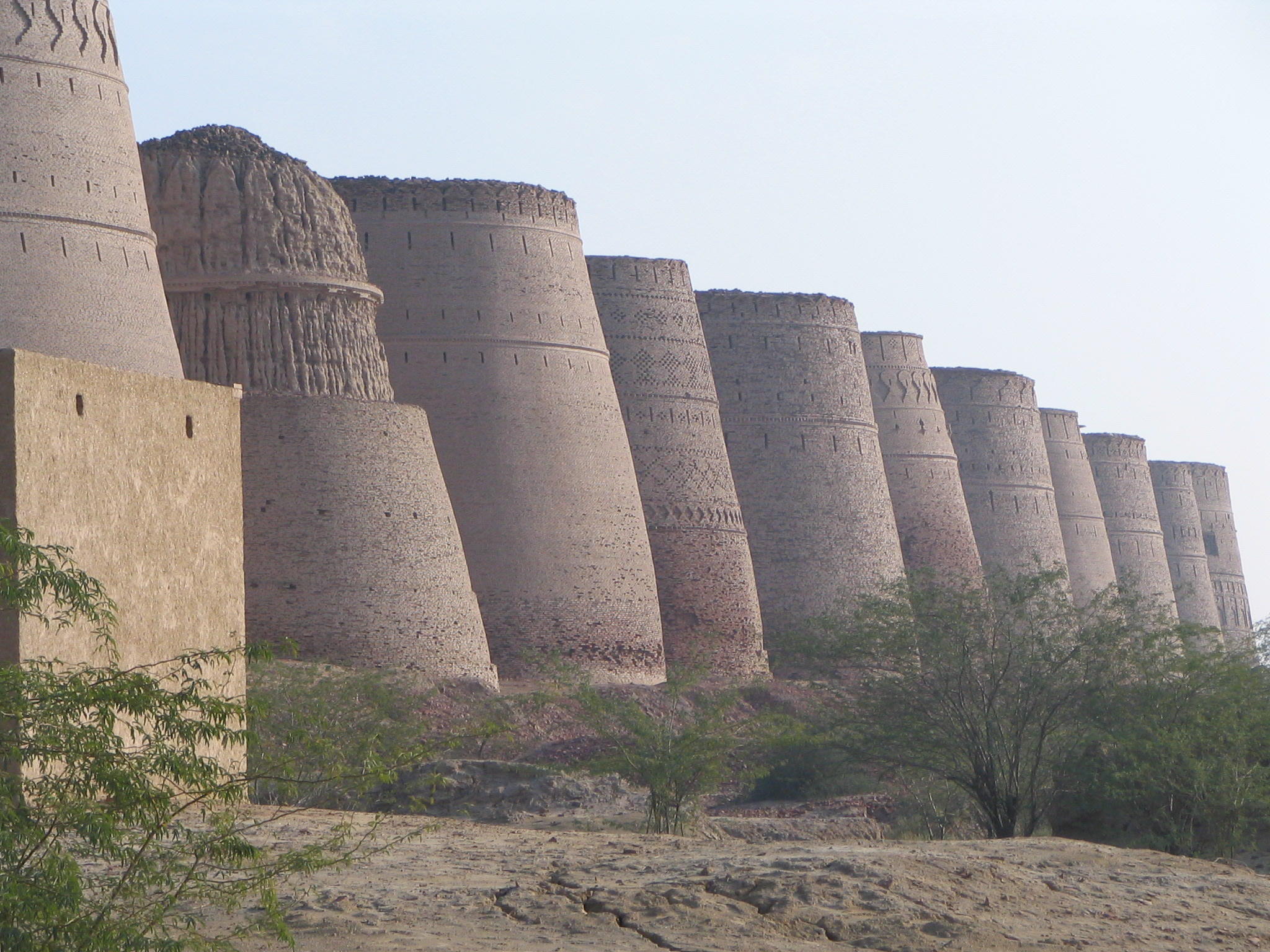
Pháo đài Derawar ở sa mạc Cholistan

Vào năm 711, các khu vực khác nhau của Punjab và cả Sindh đều nằm dưới sự cai trị của Ả Rập khi Muhammad Bin Qasim chinh phục Sindh, Multan và các khu vực xung quanh Shorkot. Khu vực này đã đến an toàn dưới sự lãnh đạo của Calayasta Umayyad. Các bộ tộc được biết đến như Arain trong khu vực là những người suy nhược của những người lính Ả rập đi cùng Muhammad Bin Qasim.
Sultan Mahmud Ghaznavi tiếp quản khu vực này vào năm 997. Đế quốc triều đại Ghaznavid do cha ông, Sultan Sebuktegin thành lập, Năm 1005, ông chinh phục Shahis ở Kabul năm 1005, và tiếp đó là các cuộc chinh phục vùng Punjab. Vương quốc Hồi giáo Delhi và sau đó Đế chế Mughal thống trị khu vực. Vùng Punjab trở thành người Hồi giáo chủ yếu do các vị thánh Sufi truyền giáo có các dargah tô điểm cảnh quan của Punjab. Trong thời kỳ cai trị của Anh, quận Bahawalpur đã tăng dân số và tầm quan trọng.